# Альбац, Евгения Марковна
Евге́ния Ма́рковна Альба́ц (род. 5 сентября 1958, Москва) — российская политическая журналистка, политолог, медиаменеджер, общественная деятельница и писательница.
В 1986—1992 годах работала обозревателем в «Московских новостях». С 1995 года сотрудничала с газетами «Известия», «Новая газета» и «Коммерсантъ». С марта 2004 по февраль 2022 года — ведущая авторской программы «Полный Альбац» на радиостанции «Эхо Москвы», а также регулярный гость программы «Особое мнение». С 2009 года — главный редактор журнала The New Times, с 2013 года также является его владельцем и издателем.
В 1994—1996 годах обучалась в магистратуре факультета политических наук Гарвардского университета, после чего читала лекции о политической системе СССР и России в ряде ведущих университетов США. В январе 2004 года Альбац защитила в Гарвардском университете докторскую диссертацию по специальности «политические науки». В 2004—2013 годах была профессором кафедры общей политологии Высшей школы экономики.
Член общественного совета Российского еврейского конгресса.

## Биография
В 1980 году окончила факультет журналистики МГУ, защитив дипломную работу «К истории русского конструктивизма в литературе, в театре и в архитектуре», получила специальность «литературный критик, работник газеты». Начинала свою трудовую деятельность как журналист, пишущий о науке, в еженедельнике «Неделя» — воскресном приложении газеты «Известия». С 1986 по 1992 год работала обозревателем газеты «Московские новости».
В 1989 году Альбац получила главную премию Союза журналистов СССР «Золотое перо». В 1990 году — стипендию Альфреда Френдли (Alfred Friendly Press Fellowship), позволявшую журналистам из развивающихся стран получить опыт работы в американских изданиях; в том же году Альбац временно сотрудничала с газетой Chicago Tribune. В 1993 году стала обладателем Стипендии Нимана для журналистов (Nieman Fellowship), воспользовавшись которой, несколько месяцев училась в Гарвардском университете по самостоятельно сформированной программе обучения.
В 1992—1999 годах — член Комиссии по вопросам помилования при Президенте РФ. В 1992 году была экспертом Конституционного Суда РФ по делу КПСС.
В 1996 году окончила магистратуру факультета политических наук Гарвардского университета, успешно защитив выпускную работу по теме «Механизмы трансформации режима Веймарской республики в режим Третьего Рейха в Германии, 1919—1933».
Работала в газете «Известия», где вела еженедельную колонку «Мы и наши дети», также публиковала расследования и комментарии в «Новой газете» в 1996—2003 годах. С февраля по апрель 1997 года была автором и ведущей информационно-публицистической программы «Газетный ряд» на телеканале НТВ.
В 2004 году окончила докторантуру Гарвардского университета, где получила степень доктора философии (Ph.D.) по специальности «политические науки», защитив докторскую диссертацию по теме «Бюрократия и российская трансформация: политика приспособления».
Преподавала в Принстонском, Гарвардском, Йельском, Чикагском университетах, Университете штата Пенсильвания, Университете Дьюка.
В 2004—2013 годах была профессором ВШЭ, преподавала на кафедре общей политологии факультета прикладной политологии, вела курсы «Государство и бюрократия» и «Бюрократия и политические режимы: Сравнительный анализ».

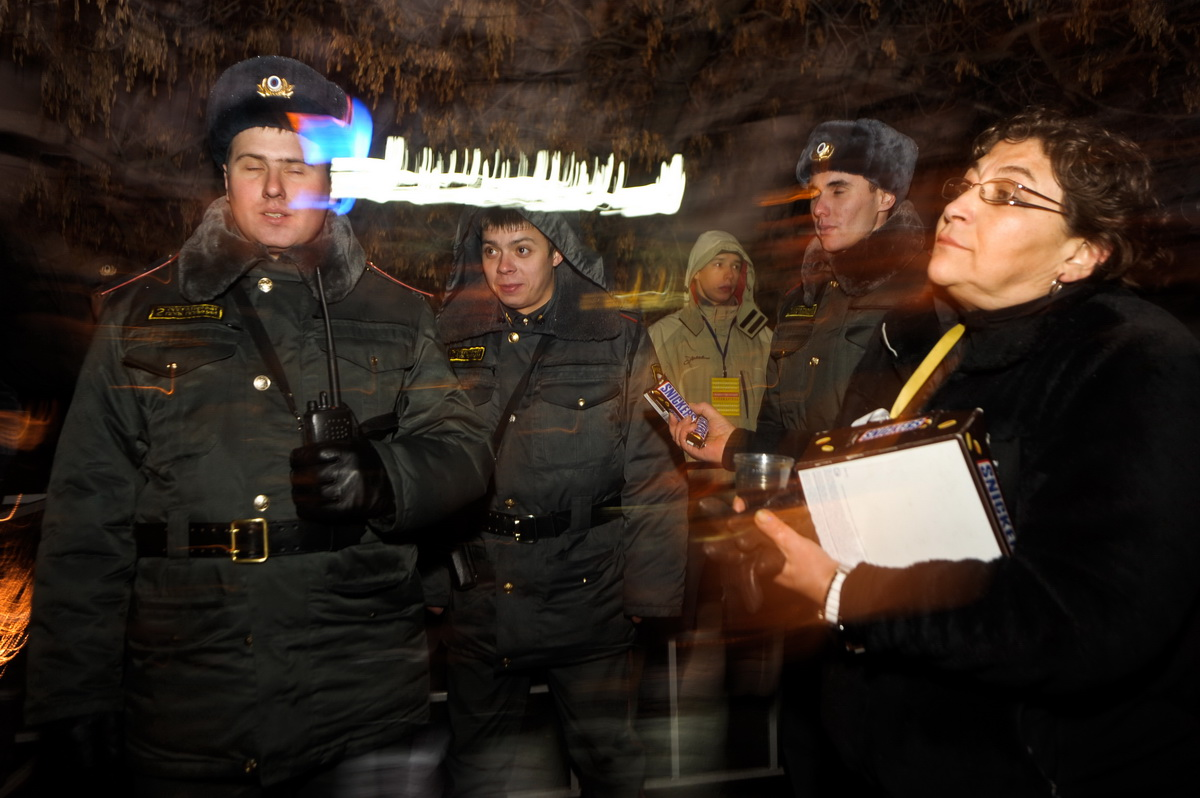
Альбац на митинге на Болотной площади, 10 декабря 2011 года

В 2010 году подписала обращение российской оппозиции «Путин должен уйти».
С марта 2004 до закрытия в марте 2022 года радиостанции «Эхо Москвы» вела там авторскую передачу «Полный Альбац». В мае 2016 года руководство радиостанции «Эхо Москвы», в связи с истечением срока контракта, предложило Альбац новый договор. В нём, в числе прочего, содержался запрет на бранные выражения и темы, нарушающие нормы. Альбац отказалась подписывать договор и перестала приходить на эфиры. Для разрешения ситуации потребовалось личное вмешательство Алексея Венедиктова.
С 2009 года является главным редактором, с 2013 года — также владельцем и издателем журнала The New Times. В настоящий момент развивает собственный YouTube-канал, на котором продолжает выпускать еженедельную программу «Полный Альбац».
Является одним из трёх — вместе с Романом Аниным и Романом Шлейновым из «Важных историй» — российских членов Международного консорциума журналистов-расследователей (ICIJ).
6 сентября 2022 года заявила об отъезде из России в США, где планирует вести преподавательскую деятельность в Нью-Йоркском университете.

## Конфликты
В октябре 2006 года Евгения Альбац пригласила журналистку Анну Арутюнян на авторскую передачу радиостанции «Эхо Москвы» «Полный Альбац» и подвергла её критике в связи с точкой зрения Арутюнян на журналистский вклад Анны Политковской. В статье англоязычной редакции «Московских новостей» Арутюнян выражала сомнение в правдивости работ Политковской. Во время передачи Анна Арутюнян признала, что не знала Анну Политковскую, а свою статью составила на основании других статей и мнений в Интернете.
Инцидент породил интернет-мем «Вон из профессии!» — фразу, которую Евгения Альбац, по словам Арутюнян, неоднократно повторяла, пока та собирала вещи и покидала студию. Альбац утверждает, что таких слов не говорила, а лишь возмутилась, как Арутюнян могла себе позволить написать такой материал.
20 сентября 2014 года на первом приёме в американском посольстве, устроенном Джоном Теффтом по случаю своего назначения послом от США в России, Евгения Альбац увидела политолога Сергея Маркова, пришедшего на приём с георгиевской ленточкой на груди и стала выкрикивать в его адрес различные оскорбления: «Дурак!», «Негодяй!», «Проститутка!», невзирая на присутствие на приёме большого скопления людей.
27 декабря 2014 года, находясь за рулём автомобиля, не остановилась по требованию инспектора ГИБДД. В результате краткосрочной погони была остановлена принудительно, но отказывалась предъявлять документы сотрудникам полиции. В результате был составлен протокол согласно части 1 статьи 19.3 КоАП («Неповиновение законному распоряжению или требованию сотрудника полиции…») и назначено судебное разбирательство по этому делу на 30 декабря 2014 г. По словам Альбац, её машину «выдернули из потока», отказываясь объяснить причину остановки. После чего, согласно пояснению Альбац, сотрудники ГИБДД «не представились, сразу стали требовать документы и начали угрожать арестом». На состоявшемся в январе судебном заседании Альбац была приговорена к штрафу в 500 рублей.
В интервью на «Эхо Москвы» Альбац указывала, что увидела на приёме в посольстве у Маркова «бант, сделанный из георгиевской ленточки», и пояснила свои действия следующим образом: «Понимаете, в этом есть такое бесстыдство, делать бант из георгиевской ленточки. И заявляться к этим страшным американцам. Я искренне ему сказала, что, по-моему, он проститутка. <…> Ничего личного, просто бизнес. Я здесь всем хожу и рассказываю, какие отвратительные страшные эти американцы, а потом прихожу целовать руку послу».
В ноябре 2007 года в программе «Полный Альбац» политолог Глеб Павловский покинул студию прямо посреди прямого эфира, не сочтя возможным далее общаться с Альбац.
С февраля 2008 года Павловский вновь регулярно стал посещать «Полный Альбац».
В июле 2018 года Альбац, прочитав, по её словам, «откровения Глеба Павловского на „Медузе“ и на „Кольта.ру“» предложила «и туда и туда поставить заголовок „Откровения старого стукача“». Павловский на это ответил: «Спасибо на милом знакомом хамстве, Женя!».

## Критика
В 2006 году обозреватель журнала «Эксперт» Олег Кашин написал статью «Полный Альбац», в которой резко раскритиковал журналистку «Эха Москвы» за передачу с участием Арутюнян, в частности:

Единственное, что можно сказать с очень высокой долей вероятности, — для спасения репутации радиостанции придётся расстаться со своей ведущей Евгенией Альбац и её программой «Полный Альбац».
1 июня 2010 года колумнист газеты «Взгляд» Максим Кононенко выступил с критикой Альбац, обвинив её в двойных стандартах.
4 октября 2010 года Сергей Доренко опубликовал в своём блоге критический пост об Альбац, также обвинив её в двойных стандартах.

«Евгения Альбац (главный редактор The New Times. — Прим. ред.), я даже знаю, почему выбрала эту прожженную дырку. Потому что она уверена, что она глаголом жжет сердца людей — вот это её уровень рассуждений и работы с образом».— Художник «The New Times» Андрей Шелютто о мотивах Альбац при выборе логотипа журнала.

## Политическое преследование
25 октября 2018 года мировой судья Тверского района Москвы по представлению прокуратуры оштрафовал журнал «The New Times» (ООО «Новое время») на 22 млн 250 тыс. рублей, а Евгению Альбац — на 30 тыс. рублей по статье 13.15.1 КоАП РФ. Согласно постановлению суда, журнал получил эту сумму от некоммерческой организации «Фонд поддержки свободы прессы», включённой в список «иностранных агентов», и не предоставил в Роскомнадзор отчётность о получении данных средств от иностранного источника, тем самым нарушив законодательство. 13 ноября 2018 года Евгения Альбац сообщила, что журнал The New Times за четыре дня смог собрать более 25 млн рублей, чтобы выплатить штраф.
Решение суда позже было обжаловано в Московском городском суде, который в феврале 2019 года признал штраф законным. Затем кассационная жалоба была направлена в Верховный суд.
Евгения Альбац инициировала сбор средств для оплаты штрафа, всего за 4 дня было собрано более 25 млн рублей.
29 июля 2022 года Министерство юстиции России внесло Альбац в реестр СМИ — «иностранных агентов».
13 марта 2023 года внесена в Миротворец по обвинению в завуалированной поддержке вторжения России на Украину.

## Награды
Награждена высшей премией Союза журналистов СССР «Золотое перо» (1989).

## Семья
Дед — Эфраим Михайлович Альбац был членом Бунда и в 1915 году возвратился из Швейцарии, чтобы принять участие в русской революции.
Отец — Марк Ефремович Альбац (1920—1980) — уроженец Торопца, во время Великой Отечественной войны был разведчиком ГРУ РККА в г. Николаеве. После войны был главным конструктором в НИИ-10 по разработке устройства для ракет с атомным оружием, запускаемых с атомных подводных лодок.
Мать — Елена Измайловская, радиодиктор.  Тётя — актриса Анна Орочко.
Старшая сестра — Татьяна Комарова (1952—2010), тележурналист.
Бывший муж — Ярослав Голованов. Дочь Ольга Голованова (р. 1988): окончила частную Англо-американскую школу в Москве, в 2010 году окончила Брандейский университет (США), степень бакалавра. Живёт в Нью-Йорке.